# Eriskay Causeway

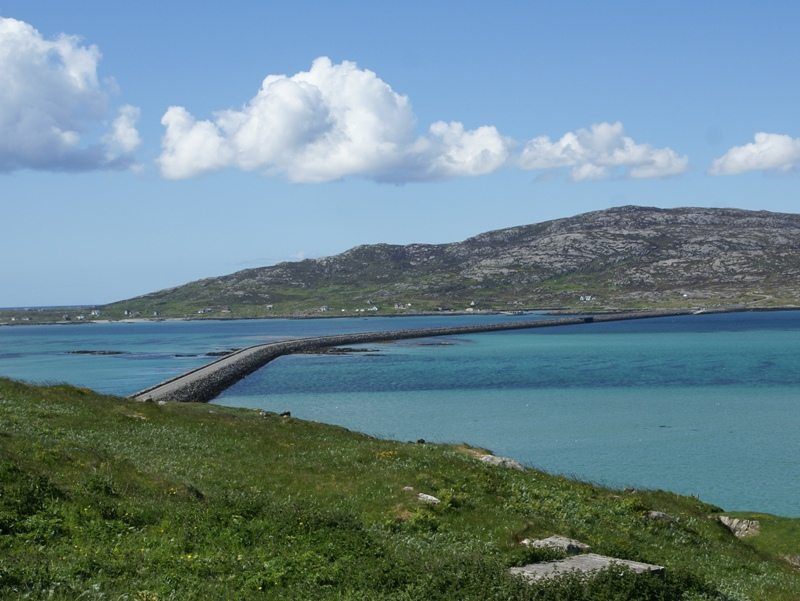
De Eriskay Causeway vanuit Eriskay gezien

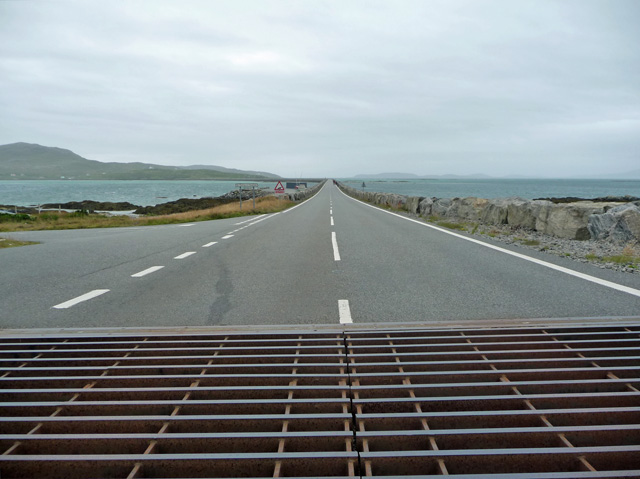
Begin van de Eriskay Causeway

De Eriskay Causeway is een dam die de Britse eilanden Eriskay en South Uist (Buiten-Hebriden) met elkaar verbindt. De dam heeft een totale lengte van circa 1500 meter en is gelegen in de zeestraat Eriskay Sund, een deel van de Atlantische Oceaan. De Eriskay Causeway is in 2002 geopend, na een bouwperiode van twee jaar en gebouwd voor een bedrag van 9,4 miljoen Pond Sterling. De dam heeft een breedte van 10 meter en is breder dan oudere dammen, zoals de North Ford Causeway.
Na de bouw van de Eriskay Causeway is het eiland Eriskay niet alleen verbonden met South Uist, maar door de eerdere aanleg van de North Ford Causeway en South Ford Causeway, de Baleshare Causeway en de Berneray Causeway ook met de eilanden Benbecula, Grimsay, Baleshare, Berneray en North Uist, waardoor als het ware één groot eiland is ontstaan, met een oppervlakte van 731 km².